# あしたへフリーキック
『あしたへフリーキック』は、葦プロダクション制作による、日本のアニメ作品。

## 概要
1992年4月14日から1992年9月29日にかけて毎週火曜 17:00 - 17:30で日本テレビ系で放送された。日本テレビなど地方によっては、契約更新を怠ったため、25話で放送終了となるも、1992年11月4日から1993年4月24日まで福島中央テレビ、静岡第一テレビほか数局にて放送された。全52話。本編は25話までのプロローグ編、放浪編、世界ユース編、リーグ後半戦など。のちにNHK衛星第2放送「衛星アニメ劇場」枠でようやく全話完全全国放送を果たす。

## ストーリー
ビジネスを学ぶため、ゴダイリゾートに親友で又従弟のロベルト・バゼッティーニと一緒にやってきた伍代隼は、リゾート内を見学中に乗っていた車がガス欠になり立ち往生する。
そこに来合わせた、ゴダイユースメンバー達に誘われた隼は立ち寄ったユースの室内練習場で天才サッカープレーヤー、フリッツ・ベッケンのプレイを目にする。
ユースたちと別れた後、隼はそこにあったサッカーボールでベッケンのプレイをまねしていたがそれを見つけたサポーターのみづほたちにサッカーの才能があるとゴダイユースに誘われるが断る。
実は曽祖父であるカルロ・フェリーニが大のサッカー嫌いであるため、彼の機嫌を損ねたくない隼は断わらざるを得なかったのだ。しかし内心では隼のサッカーへの興味は強くなっていくのだった。

## 登場キャラクター・声の出演

### ゴダイユース関係者
伍代隼
声 - 草尾毅
ビジネススクールに通う、伍代グループの御曹司。世間知らずだが純粋な心の持ち主で、掴み所の無い自由奔放な性格。ひょんなことからゴダイユースチームに所属し、サッカーを始める。手足は細く華奢な体格だが、そのぶん柔軟でスピードに長ける。サッカーの才能は未知数だが、ロペスなど早い段階で彼の隠されたセンスを見出す者も少なからずいた。趣味はフィッシング。
ロベルト・バゼッティーニ
声 - 佐々木望
隼とともにビジネススクールに通う、金髪で眼鏡の少年。ノートPCを持ち歩く、頭の切れるしっかり者。隼の又従弟で、幼い頃から兄弟同様の付き合いがある。隼がサッカーを始めてからは全面的に協力するようになり、ゴダイユースサポーターの頭脳となる。
有高みづほ
声 - 天野由梨
ゴダイユースのサポーター。学院のバレー部に所属。大地と蘭堂の幼馴染だが、何かと隼のことを気にかける。
森田美麗
声 - 折笠愛
ゴダイユースのサポーター。森田監督の娘。
橘大地
声 - 松本保典
ゴダイユースのキャプテン。
エレナ・ロロブリジータ
声 - 西原久美子
トトの彼女で、ゴダイユースのサポーター。隼やロベルトと共にセバスチャンの家にホームステイしている。
カール・ヘンダーソン
声 - 石野竜三
ゴダイユースのチームメイト。色黒でスキンヘッド。生真面目で実力はあるが、サッカーのことばかり考えているため人間関係が苦手。
カルロス・ロペス
声 - 古田信幸
ゴダイユースの助っ人として呼ばれた大柄のゴールキーパー。
トト（サルバトーレ=カンタビレ=ペレケトランポ7世）
声 - 山口勝平
ゴダイユースのチームメイト。お調子者で、隼とも仲がいい。由緒ある家系の出身。緊張がピークに達するとしばしば熱を出してダウンする体質がある。ユースではホセ・マルコと3人でいることが多い。
森田健
声 - 西村知道
ゴダイユースの監督。美麗の父。
ホセ・マスコウィッツ
声 - 高木渉
ゴダイユースのチームメイト。食いしんぼう。
マルコ・デ・ニーニ
声 - 菊池正美
ゴダイユースのチームメイト。憧れの選手はパトラッチ。
ヨハン・ヨハンセン
声 - 森川智之
ゴダイユースの助っ人として呼ばれた天才フィールダー。

### 伍代の親族
主な登場人物（太字）には以下の親戚関係があるが、これ以外にも多くの親族がいる。
|      |      |      |      |          |          |          |          |            |            |            |            |              |              |              |              | カルロ・フェリーニ           | カルロ・フェリーニ           | カルロ・フェリーニ           | カルロ・フェリーニ           | カルロ・フェリーニ           | カルロ・フェリーニ           |  |  | オッタビア | オッタビア | オッタビア | オッタビア | オッタビア     | オッタビア     |                |                |                |                |            |            |                          |                          |                          |                          |                          |                          |          |          |          |          |
|      |      |      |      |          |          |          |          |            |            |            |            |              |              |              |              | カルロ・フェリーニ           | カルロ・フェリーニ           | カルロ・フェリーニ           | カルロ・フェリーニ           | カルロ・フェリーニ           | カルロ・フェリーニ           |  |  | オッタビア | オッタビア | オッタビア | オッタビア | オッタビア     | オッタビア     |                |                |                |                |            |            |                          |                          |                          |                          |                          |                          |          |          |          |          |
|      |      |      |      |          |          |          |          |            |            |            |            |              |              |              |              |                              |                              |                              |                              |                              |                              |  |  |            |            |            |            |                |                |                |                |                |                |            |            |                          |                          |                          |                          |                          |                          |          |          |          |          |
|      |      |      |      |          |          |          |          |            |            |            |            |              |              |              |              |                              |                              |                              |                              |                              |                              |  |  |            |            |            |            |                |                |                |                |                |                |            |            |                          |                          |                          |                          |                          |                          |          |          |          |          |
|      |      |      |      | 伍代修造 | 伍代修造 | 伍代修造 | 伍代修造 | 伍代修造   | 伍代修造   |            |            | 三女・マリア | 三女・マリア | 三女・マリア | 三女・マリア | 三女・マリア                 | 三女・マリア                 |                              |                              |                              |                              |  |  |            |            |            |            | 五女・オルネラ | 五女・オルネラ | 五女・オルネラ | 五女・オルネラ | 五女・オルネラ | 五女・オルネラ |            |            | ピエトロ・バゼッティーニ | ピエトロ・バゼッティーニ | ピエトロ・バゼッティーニ | ピエトロ・バゼッティーニ | ピエトロ・バゼッティーニ | ピエトロ・バゼッティーニ |          |          |          |          |
|      |      |      |      | 伍代修造 | 伍代修造 | 伍代修造 | 伍代修造 | 伍代修造   | 伍代修造   |            |            | 三女・マリア | 三女・マリア | 三女・マリア | 三女・マリア | 三女・マリア                 | 三女・マリア                 |                              |                              |                              |                              |  |  |            |            |            |            | 五女・オルネラ | 五女・オルネラ | 五女・オルネラ | 五女・オルネラ | 五女・オルネラ | 五女・オルネラ |            |            | ピエトロ・バゼッティーニ | ピエトロ・バゼッティーニ | ピエトロ・バゼッティーニ | ピエトロ・バゼッティーニ | ピエトロ・バゼッティーニ | ピエトロ・バゼッティーニ |          |          |          |          |
|      |      |      |      |          |          |          |          |            |            |            |            |              |              |              |              |                              |                              |                              |                              |                              |                              |  |  |            |            |            |            |                |                |                |                |                |                |            |            |                          |                          |                          |                          |                          |                          |          |          |          |          |
| 毅彦 | 毅彦 | 毅彦 | 毅彦 | 毅彦     | 毅彦     |          |          | 伍代アンナ | 伍代アンナ | 伍代アンナ | 伍代アンナ | 伍代アンナ   | 伍代アンナ   |              |              | アルバトロス（十文字タクマ） | アルバトロス（十文字タクマ） | アルバトロス（十文字タクマ） | アルバトロス（十文字タクマ） | アルバトロス（十文字タクマ） | アルバトロス（十文字タクマ） |  |  |            |            |            |            |                |                |                |                | ベルナルド     | ベルナルド     | ベルナルド | ベルナルド | ベルナルド               | ベルナルド               |                          |                          | ロッサノ                 | ロッサノ                 | ロッサノ | ロッサノ | ロッサノ | ロッサノ |
| 毅彦 | 毅彦 | 毅彦 | 毅彦 | 毅彦     | 毅彦     |          |          | 伍代アンナ | 伍代アンナ | 伍代アンナ | 伍代アンナ | 伍代アンナ   | 伍代アンナ   |              |              | アルバトロス（十文字タクマ） | アルバトロス（十文字タクマ） | アルバトロス（十文字タクマ） | アルバトロス（十文字タクマ） | アルバトロス（十文字タクマ） | アルバトロス（十文字タクマ） |  |  |            |            |            |            |                |                |                |                | ベルナルド     | ベルナルド     | ベルナルド | ベルナルド | ベルナルド               | ベルナルド               |                          |                          | ロッサノ                 | ロッサノ                 | ロッサノ | ロッサノ | ロッサノ | ロッサノ |
|      |      |      |      |          |          |          |          |            |            |            |            |              |              |              |              |                              |                              |                              |                              |                              |                              |  |  |            |            |            |            |                |                |                |                |                |                |            |            |                          |                          |                          |                          |                          |                          |          |          |          |          |
| 香苗 | 香苗 | 香苗 | 香苗 | 香苗     | 香苗     |          |          |            |            |            |            | 隼           | 隼           | 隼           | 隼           | 隼                           | 隼                           |                              |                              |                              |                              |  |  |            |            |            |            |                |                |                |                |                |                |            |            | ロベルト                 | ロベルト                 | ロベルト                 | ロベルト                 | ロベルト                 | ロベルト                 |          |          |          |          |

ひいおじいさま（カルロ・フェリーニ）
声 - 嶋俊介
隼とロベルトの曾祖父にあたる、名門フェリーニ家のトップ。サッカーを嫌う。
伍代香苗
声 - 玉川紗己子
毅彦の娘で、隼の従姉。お嬢様学校に通う高校生。
伍代毅彦
声 - 喜多川拓郎
修造の息子（後妻の連れ子）で、香苗の父。隼のおじにあたる。伍代のサッカービジネスを推進する。
伍代修造
声 - 飯塚昭三
隼と香苗の祖父で、カルロの義理の息子にあたる。伍代グループのトップで、サッカービジネスをめぐり毅彦と対立する。
伍代アンナ
声 - 土井美加
隼の母。おおらかで奔放な性格。隼と同様、世間知らずで常識に疎い面がある。
アルバトロス（十文字タクマ）
声 - 田中秀幸
隼の父。

### その他のサッカー選手
蘭堂シン
声 - 子安武人
ジャルダンのユースチームのキャプテン。大地やみづほの幼馴染で、恋でもサッカーでも宿命のライバル。
エイブ・グリーン
声 - 岩永哲哉
前年のユース王者、メガロユースのエース。大地や蘭堂とは元同僚。
ジョバンニ・内藤
声 - 玉井浩
メガロユースのゴールキーパー。しばしばエイブと2人で登場する。
フリッツ・ベッケン
声 - 小杉十郎太
プロサッカーのスター選手。物語の重要な役割を担う。
クリス・ベッケン
声 - 小杉十郎太
サザン（サザンパイレーツ）ユースの秘密兵器。フリッツ・ベッケンの弟。
アル・パトラッチ
声 - 沢木郁也
プロサッカーのスター選手。のちにゴダイのトップチームと契約する。

### その他の登場人物
ヨーコ・セバスチャン
声 - 滝沢久美子
隼のホームステイ先のおばさん。
シオドレーヌ・セバスチャン
声 - 飯塚昭三
隼のホームステイ先のおじさん。隼の釣り仲間。
笠山ミク
声 - 白鳥由里
みづほのバレー部仲間。
佐久間リョウコ
声 - 渡辺美佐
みづほのバレー部の先輩。
ライザ・M・中森
声 - 松井菜桜子
世界を又に掛ける女性ジャーナリスト。彼女の情報が良くも悪くも物語の流れを左右した。
早見優吉
声 - 小杉十郎太
修造の秘書として繰り返し登場。色眼鏡をかけていて人相が悪く、初登場時には誘拐犯と勘違いされた。
アリッサ・モンティーノ
声 - 水谷優子
フリッツ・ベッケンの恋人。
イングリッド
声 - 横山智佐
アルバトロスの教え子。
ジーナ・デ・ニーニ
声 - 井上喜久子
30話に登場。マルコの姉。

## スタッフ
- 監督 - アミノテツロー
- 原案 - 山本優、Alessandra Valeri Manera
- シリーズ構成 - 山本優
- キャラクターデザイン・オープニングフィルム - はばらのぶよし
- 美術監督 - 小山俊久
- 撮影監督 - 橋本和典
- 録音監督 - 田中英行
- 音楽 - 戸塚修
- 音楽制作 - ユーメックス
- 効果 - 野口透（アニメサウンド）
- 制作担当 - 正木直幸
- 文芸担当 - 佐藤徹
- 設定担当 - 乙須克寛
- 企画 - 佐藤俊彦（葦プロ）
- 製作 - 藤田純二（ユーメックス）、加藤博（葦プロ）、滝山正夫（フジエイト）※フィルム上は所属クレジットなし
- プロデューサー - 梅原勝（葦プロ）、田崎廣（ユーメックス）、関崎浩一（フジエイト）※フィルム上は所属クレジットなし
- 制作協力 - ユーメックス、フジエイト※フジエイトのクレジットはフィルム上はクレジットなし
- 制作 - 葦プロダクション
- 制作著作 - 葦プロダクション、日本テレビ放送網

## 主題歌
オープニングテーマ - 『GET MY GOAL』
作詞 - 安藤芳彦 / 作曲・編曲 - 和泉一弥 / 歌 - 草尾毅
テレビ朝日系列『はなきんデータランド』で、1992年アニメ大賞の視聴者投票で主題歌部門1位を獲得した。
エンディングテーマ - 『明日はグッドラック』
作詞 - 安藤芳彦 / 作曲・編曲 - 和泉一弥 / 歌 - 草尾毅

## ディスコグラフィ
当時、東芝EMI（後のEMIミュージック・ジャパン）より発売された。ユーメックス製作。
あしたへフリーキック オリジナルサウンドトラック
サントラCD（ASIN B00005N1ZZ）。1992年5月27日発売。主題歌(OP/ED)・BGM・キャラクターソングを収録。
CDブックレットにはロベルトの解説するフェリーニ家・伍代家の家系図（一部）を収録。
あしたへフリーキックII
サントラCD第2弾（ASIN B00005N203）。1992年9月30日発売。
BGM・キャラクターソングのほか、ドラマパートを収録。また、ドラマパートのOP/EDとして隼（草尾毅）のモーニングコールおよびロベルト（佐々木望）のイブニングコールを収録。
CDドラマは、団体戦クイズ大会の参加を目指すユースとサポーターが、有望な戦力になると期待されるロベルトと隼の勧誘をめぐって対立するという番外編。勧誘がエスカレートしてHで過激な発言が飛び交うというギャグ寄りの内容。また収録曲「ザ!!ライバル」も楽曲という形式は取っているが、内容はミュージカルドラマに近い。ニヒルに歌って決めようとする蘭堂（子安武人）に対して大地（松本保典）が演歌調の歌で茶々を入れ、クールな蘭堂が次第にキャラ崩壊していくという、やはり笑いを誘う内容となっている。挿絵ではカラオケボックスのようなミラーボールの下でマイクを構える大地が蘭堂と共に描かれている。

## 放映リスト
| 話数 | サブタイトル                                       | 脚本           | 絵コンテ       | 演出            | 作画監督              | 放映日         |
| ---- | -------------------------------------------------- | -------------- | -------------- | --------------- | --------------------- | -------------- |
| 1    | ゴダイリゾート                                     | 山本優         | アミノテツロー | 鈴木敏明        | はばらのぶよし        | 1992年 4月14日 |
| 2    | インターミッション                                 | 山本優         | アミノテツロー | 勝亦祥視        | 新羽高一浪            | 4月21日        |
| 3    | イッツ レイン                                      | 山本優         | アミノテツロー | 村山靖          | 林委千夫              | 4月28日        |
| 4    | プライベートな事                                   | 山本優         | 柴崎素子       | 岡田聡          | 林委千夫              | 5月5日         |
| 5    | 急接近                                             | 山本優         | 藤本義孝       | 藤本義孝        | 小森高博              | 5月12日        |
| 6    | ねんざ                                             | 山本優         | 鈴木敏明       | 勝亦祥視        | 新羽高一浪            | 5月19日        |
| 7    | サルバトーレ カンタビレ ペレケトランポ7世          | 山本優         | 加戸誉夫       | 加戸誉夫        | 橋本敬史 桂憲一郎     | 5月26日        |
| 8    | カールな気分                                       | 桶谷顕         | 村山靖         | 村山靖          | 柳沢まさひで          | 6月2日         |
| 9    | シミュレーション                                   | 山本優         | 柴崎素子       | 岡田聡          | 堀澤聡志              | 6月9日         |
| 10   | ワン＋ワン                                         | 山本優         | 鈴木敏明       | 鈴木敏明        | 林委千夫              | 6月16日        |
| 11   | こんな時にデート                                   | 桶谷顕         | 加戸誉夫       | 加戸誉夫        | 小森高博              | 6月23日        |
| 12   | ウォンチュー                                       | 山本優         | 柴崎素子       | 岡田聡          | 堀澤聡志              | 6月30日        |
| 13   | ママ トールド ミー                                 | 山本優         | 藤本義孝       | 藤本義孝        | 橋本敬史 桂憲一郎     | 7月7日         |
| 14   | レッツ パーティ                                    | 山本優         | 村山靖         | 村山靖          | 柳沢まさひで          | 7月14日        |
| 15   | 熱                                                 | 山本優         | 山田智美       | 秦泉寺博        | 林委千夫              | 7月21日        |
| 16   | すれすれ                                           | 山本優         | 鈴木敏明       | 鈴木敏明        | 小森高博              | 7月28日        |
| 17   | シンクロニシティ                                   | 桶谷顕         | 柴崎素子       | 秦泉寺博        | 堀澤聡志              | 8月4日         |
| 18   | ちょっとした事                                     | 山本優         | 藤本義孝       | 有吉婆羅        | 須田正巳              | 8月11日        |
| 19   | トラブルメイカー                                   | 山本優         | 加戸誉夫       | 村山靖          | 柳沢まさひで          | 8月18日        |
| 20   | 彼女は…                                            | 山本優         | 唐沢紀江       | 秦泉寺博        | 林委千夫              | 8月25日        |
| 21   | 宿題                                               | 桶谷顕         | 鈴木敏明       | 鈴木敏明        | 桂憲一郎              | 9月1日         |
| 22   | きょうからリーグ戦                                 | 山本優         | 柴崎素子       | 秦泉寺博        | 堀澤聡志              | 9月8日         |
| 23   | プ・レ・ゼ・ン・ト                                 | 山本優         | 高須賀勝己     | 高村彰          | 藍葉古卯              | 9月15日        |
| 24   | コースアウト                                       | 桶谷顕         | 小林哲也       | 小林哲也        | 伊藤尚往              | 9月22日        |
| 25   | さようなら                                         | 山本優         | 山田智美       | 秦泉寺博        | 林委千夫              | 9月29日        |
| 26   | ローラーコースター                                 | アミノテツロー | アミノテツロー | アミノテツロー  | はばらのぶよし        | 11月4日        |
| 27   | アンフォゲッタブル                                 | 山本優         | 鈴木敏明       | 鈴木敏明        | 上村栄司              | 11月5日        |
| 28   | 異国の路地裏で                                     | 岸間信明       | 秦泉寺博       | 秦泉寺博        | 堀澤聡志              | 11月6日        |
| 29   | プリティーフェイス                                 | 桶谷顕         | 高村彰         | 高村彰 伊藤尚往 | 麻生留之助            | 11月14日       |
| 30   | 会いに行く                                         | 山本優         | 殿勝秀樹       | 高瀬節夫        |                       | 11月21日       |
| 31   | バックスピン                                       | 岸間信明       | 唐沢紀江       | 秦泉寺博        | 林委千夫              | 11月28日       |
| 32   | あほうどり                                         | 山本優         | アミノテツロー | 鈴木敏明        | 高見明男              | 12月5日        |
| 33   | 風にフォロースルー                                 | 桶谷顕         | 山田智美       | 秦泉寺博        | 堀澤聡志              | 12月12日       |
| 34   | 紆余曲折                                           | 山本優         | 太田博光       | 鈴木敏明        | 桂憲一郎 柳沢まさひで | 12月19日       |
| 35   | あっ!                                              | 岸間信明       | 鈴木敏明       | 高山秀樹        | 佐藤敬一              | 12月26日       |
| 36   | ショータイム                                       | 桶谷顕         | 太田博光       | 太田博光        | 福山政敏              | 1993年 1月2日  |
| 37   | いきあたりばったり                                 | 山本優         | 柴崎素子       | 秦泉寺博        | 林委千夫              | 1月9日         |
| 38   | テレフォン                                         | 山本優         | アミノテツロー | 鈴木敏明        | 高見明男              | 1月16日        |
| 39   | バラエティ                                         | 岸間信明       | 鈴木敏明       | 鈴木敏明        | 高見明男              | 1月23日        |
| 40   | 意識しすぎ                                         | 桶谷顕         | 秦泉寺博       | 高山秀樹        | 佐藤敬一              | 1月30日        |
| 41   | ミート アゲイン                                    | 山本優         | 太田博光       | 太田博光        | 田島ひろし            | 2月6日         |
| 42   | フィール ソー グッド                               | 岸間信明       | 鈴木敏明       | 鈴木敏明        | 桂憲一郎 柳沢まさひで | 2月13日        |
| 43   | そんなお友達                                       | 桶谷顕         | 村山靖         | 秦泉寺博        | 堀澤聡志              | 2月20日        |
| 44   | 時差ボケ                                           | 山本優         | アミノテツロー | 吉田俊司        | 宇都木勇              | 2月27日        |
| 45   | リフレッシュ!                                      | 桶谷顕         | 秦泉寺博       | 秦泉寺博        | 林委千夫              | 3月6日         |
| 46   | フルボリューム                                     | 岸間信明       | 鈴木敏明       | 鈴木敏明        | 高見明男              | 3月13日        |
| 47   | ゆるしてあげる                                     | 桶谷顕         | 村山靖         | 太田博光        | 田島ひろし 大澤聡     | 3月20日        |
| 48   | 39.8℃                                              | 山本優         | アミノテツロー | 秦泉寺博        | 堀澤聡志              | 3月27日        |
| 49   | 主に言葉ではなく プレイする姿から 伝わってくるもの | 岸間信明       | 太田博光       | 吉田俊司        | 窪秀巳                | 4月3日         |
| 50   | シーラカンス                                       | 桶谷顕         | 鈴木敏明       | 鈴木敏明        | 堀澤聡志              | 4月10日        |
| 51   | ポリシー&アイディンティティ                        | 山本優         | アミノテツロー | 吉田俊司        | 宇都木勇              | 4月17日        |
| 52   | あしたキックオフ                                   | 山本優         | アミノテツロー | 加戸誉夫        | 羽原信義              | 4月24日        |

## 参考
- 最終回のサブタイトル「あしたキックオフ」は元々、仮タイトルのひとつとして用意されていたものだった。

- 実在のサッカー選手をモチーフにしているキャラクターが多い。以下に例示する。
  - ロベルト・バゼッティーニ → ロベルト・バッジョ
  - カール・ヘンダーソン → カール・ハインツ・ルンメニゲ
  - トト → サルヴァトーレ・スキラッチ
  - フリッツ・ベッケン → フランツ・ベッケンバウアー
  - マルコ・デ・ニーニ → マルコ・ファンバステン
  - ヨハン・ヨハンセン → ヨハン・クライフ
  - ベッテガ → ロベルト・ベッテガ